# Hampden (Massachusetts)
Pour les articles homonymes, voir Hampden (homonymie).
Hampden est une ville du Comté de Hampden dans l’État du Massachusetts.
Elle a été incorporée en 1878.
Sa population était de 4 966 habitants en 2020.